# 카와즈 아키토시
카와즈 아키토시(일본어: 河津 秋敏 가와즈 아키토시[*], 1962년 11월 5일~)는 일본의 비디오 게임 프로듀서 및 게임 디자이너이다. 롤플레잉 비디오 게임 시리즈 《파이널 판타지》와 《사가》의 제작을 감독한 것으로 유명하다.

## 일생

### 초기
구마모토현 출신인 카와즈 아키토시는 도쿄 공업대학을 졸업했으며 1987년부터 비디오 게임 디자이너로 활동했다.

## 경력
- 《하이웨이 스타》 (1987) - 게임 디자인[1]
- 《파이널 판타지》 (1987) - 게임 디자인[2]
- 《파이널 판타지 II》 (1988) - 게임 디자인[3]
- 《마계탑사 사가》 (1989) - 디렉터 및 시나리오[4]
- 《사가 2: 비보전설》 (1990) - 디렉터 및 시나리오[5]
- 《로맨싱 사가》 (1992) - 디렉터, 시나리오, 시스템 및 배틀 디자인[2]
- 《로맨싱 사가 2》 (1993) - 디렉터, 시나리오 및 게임 디자인[6]
- 《로맨싱 사가 3》 (1995) - 디렉터[7]
- 《루드라의 비보》 (1996) - 감독
- 《사가 프론티어》 (1997) - 프로듀서 및 디렉터
- 《사가 프론티어 2》 (1999) - 프로듀서